# كارلو غيانيني
كارلو غيانيني (بالإيطالية: Carlo Giannini)‏ هو اقتصادي إيطالي، ولد في 10 يوليو 1948، وتوفي في 11 سبتمبر 2004 في أوسلو في النرويج.